# Tatiana Pauhofová
Tatiana Pauhofová (também conhecida como Táňa Pauhofová) (Bratislava, 13 de agosto de 1983) é uma atriz eslovaca. 
Estou na Academia de Artes Cênicas de Bratislava. Tornou-se conhecida fora de seu país por interpretar a atriz Lída Baarová (1914-2000), que foi amante de Joseph Goebbels, no filme The Devil's Mistress (2016), da Netflix.